# Иващенко, Константин Владимирович
Константи́н Влади́мирович Ива́щенко (укр. Костянтин Володимирович Іващенко; род. 3 октября 1963, Жданов, Донецкая область) — украинский политик. Депутат Мариупольского городского совета (2010—2014, с 2020 по 2022). В апреле 2022 года властями поддерживаемой Россией самопровозглашённой ДНР был назначен главой администрации оккупированного Россией Мариуполя. Являлся членом Партии регионов, партии «Наши» и «Оппозиционной платформы — За жизнь». Президент Ассоциации спортивной борьбы Мариуполя. В 2022 году из-за поддержки вторжения России на Украину попал под персональные санкции Евросоюза, США и ряда других стран.

## Биография
Родился 3 октября 1963 года в Жданове (ныне Мариуполь). Окончил Саратовское высшее военное командно-инженерное училище по специальности «инженер» (1985). С 1992 года работает на машиностроительном предприятии «Азовмаш». Первоначально как инженер и главный специалист по маркетингу, а затем начальник бюро (1997—1998), помощник президента (2000—2009), генеральный директор по социальным вопросам связи с общественностью (2009—2020), генеральный директор (с 2020 года).
На местных выборах 2010 года избран депутатом Мариупольского городского совета от Партии регионов. Возглавлял партийную ячейку в Жовтневом районе Мариуполя.
В 2015 году баллотировался в горсовет от партии «Наш край». С 2016 года являлся членом исполкома Мариупольского горсовета. Являлся руководителем мариупольской ячейки партии «Наши». Вновь депутатом горсовета Мариуполя был избран в 2020 году от «Оппозиционной платформы — За жизнь».
6 апреля 2022 года указом главы самопровозглашённой Донецкой Народной Республики Дениса Пушилина назначен главой администрации Мариуполя.
9 апреля прокуратура Донецкой области заочно уведомила Константина Иващенко о подозрении в государственной измене, совершенной в условиях военного положения (ч. 2 ст. 111 УК Украины).
В июне 2022 года возглавил Штаб территориальной обороны ДНР в Мариуполе.
22 января 2023 года указом главы подконтрольной России ДНР Дениса Пушилина был заменён на Олега Моргуна в должности нового мэра Мариуполя.

## Личная жизнь
Женат. Воспитывает двоих сыновей и дочь.

## Комментарии
1. ↑  Указ Главы ДНР от 06.04.2022 № 123 Архивная копия от 17 апреля 2022 на Wayback Machine «О главе администрации города Мариуполя»